# تشارلز وليامز (ملاكم)
تشارلز وليامز (بالإنجليزية: Charles Williams)‏ (2 يونيو 1962 بكولومبوس في الولايات المتحدة - ) هو ملاكم أمريكي.

## روابط خارجية
- تشارلز وليامز على موقع بوكس ريك (الإنجليزية) (registration required)